# Sandra Angelia
Sandra Angelia Hadisiswantoro (née le 11 mai 1986) est une mannequin indonésienne qui a remporté le titre de Miss Indonésie 2008.